# دينيس ليبيديف
دينيس ليبيديف (بالروسية: Лебедев, Денис Александрович) مواليد 14 أغسطس 1979 في ستاري اوسكول، الجمهورية الروسية السوفيتية الاتحادية الاشتراكية، هو ملاكم محترف روسي بدأ مسيرته الاحترافية سنة 2001. حقق بطولة رابطة الملاكمة العالمية وبطولة الاتحاد الدولي للملاكمة.

## إحصائيات
خاض خلال مسيرته 34 نزالا، فاز في 31 وخسر في 2. فاز بالضربة القاضية في 23 نزالا.

## روابط خارجية
- دينيس ليبيديف على موقع بوكس ريك (الإنجليزية) (registration required)